# Хамса (Навои)
Хамса  (араб. خمسة‎: пятерица; узб. Xamsa) — произведение тимуридского поэта Алишера Навои, написанное им в XV веке на чагатайском языке. Представляет собой поэтический ответ на Хамсе персидского поэта Низами Гянджеви. Название сборника дано самим Навои, которое он интерпретировал как кисть руки (панжа), «Панж ганж» (пять сокровищ) и ладонь Бога.
Хамса состоит из пяти частей:
- Смятение праведных (حیرت الابرار, Hayrat ul-Abror, 1483)
- Фархад и Ширин (فرهاد و شیرین, Farhad wa Shirin, 1484)
- Лейли и Маджнун (لیلی و مجنون, Layli wa Majnun, 1484)
- Семь планет (سبعه سیار, Sab’ai Sayyor, 1484)
- Стена Искандара (سد اسكندرى, Saddi Iskandari, 1485).

## Содержание

### Смятение праведных
Навои превозносит трех поэтов: Низами, Хосрова и Джами, поскольку они пленяют умы людей и открывают завесу истины. Словом (soʻz) назван облеченный в звук дух (ruh). Неоднократно используется образ вина (may), который пьянит разум (aql). Образ розы  раскрывается как книга, прообразом которой является Книга Книг (Tengri kalomida, I:XIV). Навои обращается к шаху (Shah), призывая его заботится его о благе народа (I:XXVI). Далее он описывает быт суфийских шейхов (shayx), которые носили хирку, чалму, посох, четки и собирали вокруг себя мюридов (murid) с целью их образования (maorif). Также он упоминает суфийские кружения (сама) и употребление гашиша. Из добродетелей Навои называет щедрость (saxovat), которая является признаком умеренности. Щедрости противостоит скупость (buxl). Отдельно он упоминает эмира Тимура (Temur), который во время похода в Индию помиловал двух влюбленных, видя их жертвенность (I:XXXVII). Описывая рай Ирам, Навои упоминает там гурий (huri), розы (gul), самшит (shamshod), нарцисс (nargis) и ирис (savsan). Здесь же он рассказывает сюжет о жертвенной любви (ishq) соловья (bulbul) и розы (I:XXXVIII). Также Навои описывает планету зла Кейван (Kayvon) и планету щедрости Муштари (Mushtari).

### Фархад и Ширин
В поэме "Фархад и Ширин" Навои рассматривает любовный треугольник, где красавицу Ширин любят одновременно и шах Хосров и простой каменолом Фархад. Навои делает Фархада сыном китайского хакана (Хоқон). Навои полагает, что избранное имя было неудачным, так как в его состав входило пять букв: разлука, ревность, стенание, расставание и печаль. Фархад быстро освоил все науки, стал сильным, но никто не видел как он веселился. Чтобы развлечь сына хакан строит четыре дворца (qasr): розовый (весенний), зеленый (летний), желтый (осенний), белый (зимний). Однако дворцы и пиры ненадолго развлекают Фархада. В сокровищницах своего отца он находит магическое зеркало Искандера, хранящееся в хрустальном ларце и отражающее весь мир. Однако желание это зеркало способно исполнить лишь один раз, а для его исполнения необходимо пройти дракона, Аримана и Сократа. Фархад отправляется в Грецию, стрелами убивает дракона и обретает щит Сулеймана. В джунглях он одолевает Аримана и получает перстень Сулеймана. Далее его путь лежи к замку Искандера, который охраняет сотня железных лучников. Внезапно появившийся Хызр объясняет Фархаду как обойти все препятствия. Против чудовищного льва помогает перстень Сулеймана, а у железных великанов есть слабые места. В замке Фархад обнаруживает светящуюся чашу Искандера. Обнаружив пещеру Сократа, Фархад узнает, что ему предначертана великая любовь, образ которой запечатлен в зеркале Искандера. Фархад путешествует по морям, наблюдая диковинных китов. Через Йемен он прибывает в Армению, где наблюдает строительство арыка в гранитных скалах. Здесь Фархад и встречает красавицу Ширин (племянницу королевы Михин-Бану), у которой две черных косы, розовые щеки и родинка у рта. Счастью влюбленных помешал тот факт, что на Ширин имел виды персидский царь Хосров Парвиз, который не намерен был терпеть отказ. Хитростью был схвачен Фархад. В неволе он погибает, но победа не приносит Хосрову счастья, поскольку на Ширин претендует и его сын Шируйя. Ширин приходит на могилу Фархада и умирает на ней. В Китае начальником войска становится друг Фархада Бахрам.

### Лейли и Маджнун
История любви Меджнун и Лейлы традиционна. У арабского вождя рождается сын Кейс, который в школе влюбляется в прекрасную Лейлу. Любовь доводит до безумия и родители Лейлы выдают свою дочь замуж за Ибн-Селляма. Мекка не излечивает бедного возлюбленного. Меджнун уединяется в пустыне, декламирует стихи и становится владыкой волков и газелей. Науфаль со своим отрядом берется помочь Меджнуну, однако тот передумывает и останавливает кровопролитие. Особенностью версии Навои является оптимистический конец, поскольку Меджнун и Лейла сбегают от общества и обретают свое счастье в пустыне.

### Семь планет
Поэма "Семь планет" посвящена "царю царей" Бахраму, власть которого признали Рум, Китай и хакан (XV). Этот царь любил музыку, охоту на газелей, вино и кебаб. Навои повествует о встрече Бахрама и Мани, который демонстрирует изображение прекрасной китайской красавицы Диларам (Дилором). Загоревшись желанием Бахрам требует красавицу в свой гарем. В описании китаянки присутствуют длинные черные косы, глаза газели, изогнутые брови, рубиновые губы, жемчужные зубы и родинка возле рта, а также багряное шелковое одеяние. Однако, увлекшись своей возлюбленной, Бахрам начал забывать о государственных делах. В результате разбойники наполнили дороги, а среди управленцев начало процветать мздоимство. Однажды красавица проявила дерзость и Бахрам изгнал её в гневе. Опомнившись на следующее утро, он окончательно обезумел. Семь царей решили воздвигнуть семь дворцов, чтобы развеять Бахрама. Затем в семи дворцах поселили семь принцесс из семи королевств по числу дней недели и семи алхимических металлов. В одном из семи дворцов (в золотом воскресном) поселилась красавица румийка. Навои также описывает восьмибашенный золотой трон, созданный мастером Зейд-Заххабом. Вскоре Бахрам рассердился и на своего придворного мастера. Тот был брошен в колодец, но спасся и убежал к франкам в Кустантынию к монахам-идолопоклонникам. С понедельником был связан Зеленый дворец (где город Шахрисабз), со вторником - Красный дворец (Индия), со средой - Голубой (Йемен), с четвергом - Сандаловый (остров в океане), с пятницей - Камфарноцветный (Белая или фарфоровая страна, Китай), с субботой - Черный (Сирия, Алеппо). В конце Бахрам воссоединяется с Диларам, но гибнет в воде во время охоты.

### Стена Искандара
Завершается свод поэм историей об Искандере, которого нашел в руинах и усыновил Файлакус (Faylaqus) — царь Юнана, Рума и Руса. Учителем Искандера был Арасту (Arastu) сын Накумохиса, который из гороскопа узнает о великом будущем своего ученика. После смерти Файлакуса власть в Руме наследует Искандер, который всюду водворяет справедливость и расширяет пределы своей империи. Он завоевывает Занзибар и Андалуз. В этот момент соперником Искандера выступил злой царь Дара (Doro), которому румийцы прежде платили харадж. Даре подчинялся хакан из Чина, кыпчакский (Qipchoq) хан, султаны Ширвана и Египта. Навои подробно описывает войско Дары, в котором были узбеки, калмыки, монголы, ассирийцы, арабы и берберы. В войске Искандера франки (числом в 100 тыс.) составляли правое крыло, а русы (также в 100 тыс.) - левое. Также в этом войске были зинджи. После победы Искандер с почестями похоронил Дару, женился на его дочери Роушанак, выплатил войску вчерашнего врага двойное жалование, а для народа налоговое бремя было ослаблено. Затем он присоединил ко своим владениям Йемен и Шам, а также поклонился Всевышнему в Мекке. Затем настал черед Фарса и Хорезма. Заключив союз с осами, Искандер покорил гурджей и черкас. Далее настала очередь Чина. В Хорасане Искандер воздвиг Герат, а в Мавераннахре — Самарканд. В Кашмире его ждали враждебные колдуны, которых он одолел при помощи ученых: Арасту, Афлатун (Aflotun), Сократ (Suqrot), Волис (Volis), Кылинмун, Балинос (Balinos), Хурмус (Hurmuz) и Аршамидус (Arshamidus). Вместе они создают громовую стрелу, которая поражает горную крепость. Там Искандер обнаруживает чашу Джамшида. Из Кашмира он последовал в Индию, а оттуда через Гуджарат в Оман. Следующей мишенью экспансии Искандера стал Магриб, южнее которого жили гигантские муравьи. Затем он возвратился в Рум, после чего воздвиг Железную Стену против яджуджей. Овладев всем миром, Искандер задумал опустится в стеклянном шаре на дно Океана. Во всех начинаниях ему помогали Хызр и Ильяс.

## География Хамсы
География Хамсы отражает представления эпохи Тимуридов. Навои ведет повествование из Герата, который относит к области Хорасан. К северу от Хорасана расположена область Мавераннахр вместе с городом Самарканд. Далее к северу Хорезм. Еще дальше на север Кипчакская степь, где обитают узбеки и калмыки. К югу от Герата помещен Забулистан — родина легендарного Рустама. К востоку от Хорасана расположены степная страна Чин, горный Кашмир и лесистый жаркий Хинд. К югу от упомянутых земель лежит безбрежный океан (Мухит) со множеством остров. К западу от Ирана лежит равнинный Шам и горная Армения — родина красавицы Ширин. Далее к западу Рум — вотчина Искандера. На северной окраине Рума разместились Фаранг и Рус, к югу — Миср и Магриб. К юго-западу от Ирана упомянуты Йемен и Оман. Тропическая Африка обозначена как Занзибар — страна зинджей. Южнее Магриба обитают чудовищные муравьи, а по соседству с Фарангом расположена горная цепь Каф, где обитают демонические яджуджи. Каф Навои отличает от Кавказского региона, где расположены известные ему Карабах и Ширван, а также земли гурджей, черкасов и осов.

## Издания
- Навои А. Пять поэм. М.: ОГИЗ, 1948. - 469 стр.
- Навоий А. Хамса. Ташкент, 1958.
- Навои А. Хамса. Ташкент: Изд-во лит. и искусства, 1986.